# Алешкевич-Шушко, Надежда Михайловна
Надежда Михайловна Алешкевич-Шушко (бел. Надзея Міхайлаўна Аляшкевіч-Шушко; род. 28 марта 1990 года, Смолевичи, Беларусь) — белорусская спортсменка, борец вольного стиля. Бронзовая призёрка первых Европейских игр в Баку 2015. Вице-чемпионка мира среди военнослужащих 2017-2018. Мастер спорта Республики Беларусь международного класса.

## Биография
Надежда родилась 28 марта 1990 года в городе Смолевичи, что в Минской области Республики Беларусь. Начала заниматься вольной борьбой в 12 лет в местном ДЮСШ города Смолевичи под руководством Цапова Сергея Владимировича и Лейкина Лазаря Борисовича.

## Спортивная карьера
Надежда имеет в своем активе серебряную медаль первенства Европы среди кадетов 2005 года, который прошёл в городе Тирана, Албания. Дважды участница чемпионатов Европы в 2012 и 2014 годах. В 2014 года представляла сборную Белоруссии на чемпионате мира в Ташкенте, Узбекистан. В июне 2015 года выиграла бронзовую медаль Европейских игр в Баку в весе до 53 кг. В поединке за бронзовую медаль она одолела украинскую спортсменку Лилию Горишну. В сентябре 2015 года была участницей чемпионата мира в Лас-Вегасе, США. В 2016 году выиграла бронзовую медаль на чемпионате мира среди военнослужащих в Северной Македонии. Годом позже дошла до финала чемпионата мира среди военнослужащих в Литве. В 2018 году также выиграла серебряную медаль чемпионата мира среди военных в Москве и завершила спортивную карьеру.

## Спортивные результаты
Взрослый уровень
- Гран-при Германии 2012 — ;
- Гран-при Александр Медведь 2012 — ;
- Гран-при Александр Медведь 2014 — ;
- Гран-при Гейдар Алиев 2014 — ;
- Гран-при Иван Ярыгин 2015 — ;
- Европейские игры 2015 — ;
- Мемориал Циалковсого 2015 — ;
- Гран-при Париж 2016 — ;
- Klippan Lady Open 2016 — ;
- Чемпионат мира среди военнослужащих 2016 — ;
- Мемориал Анри Деглан 2016 — ;
- Гран-при Париж 2017 — ;
- Klippan Lady Open 2017 — ;
- Чемпионат мира среди военнослужащих 2017, 2018 — ;

Кадетский уровень
- Первенство Европы 2005 — ;

## Личная информация
Она является выпускницей Белорусского государственного педагогического университета им. Максима Танка.